# أمبر هولت
أمبر هولت (بالإنجليزية: Amber Holt)‏ مواليد 7 يونيو 1985 في نوركروس، هي لاعبة كرة سلة أمريكية. تم اختيارها من قبل فريق كونيتيكت صن خلال الدرافت. يبلغ طولها 6 قدم 0 بوصة (1.8 م). لعبت مع كونيتيكت صن وتلسا شوك.

## روابط خارجية
- أمبر هولت على موقع الاتحاد الوطني لكرة السلة النسائية (الإنجليزية)
- أمبر هولت على موقع كرة السلة الأوروبية.كوم (الإنجليزية)
- أمبر هولت على موقع كلية كرة السلة في سبورتس رفرنس.كوم (الإنجليزية)
- أمبر هولت على موقع بروبوليرز (الإنجليزية)
- أمبر هولت على موقع سبورتس رفرنس (الإنجليزية)